# Brookside, Delaware
Brookside är en ort (CDP) i New Castle County, i delstaten Delaware, USA. Enligt United States Census Bureau har orten en folkmängd på 14 353 invånare (2010) och en landarea på 10,2 km².